# Duthiella robusta
Duthiella robusta är en bladmossart som beskrevs av Noguchi 1936. Duthiella robusta ingår i släktet Duthiella och familjen Leskeaceae. Inga underarter finns listade i Catalogue of Life.